# Serbatoio liquido freno

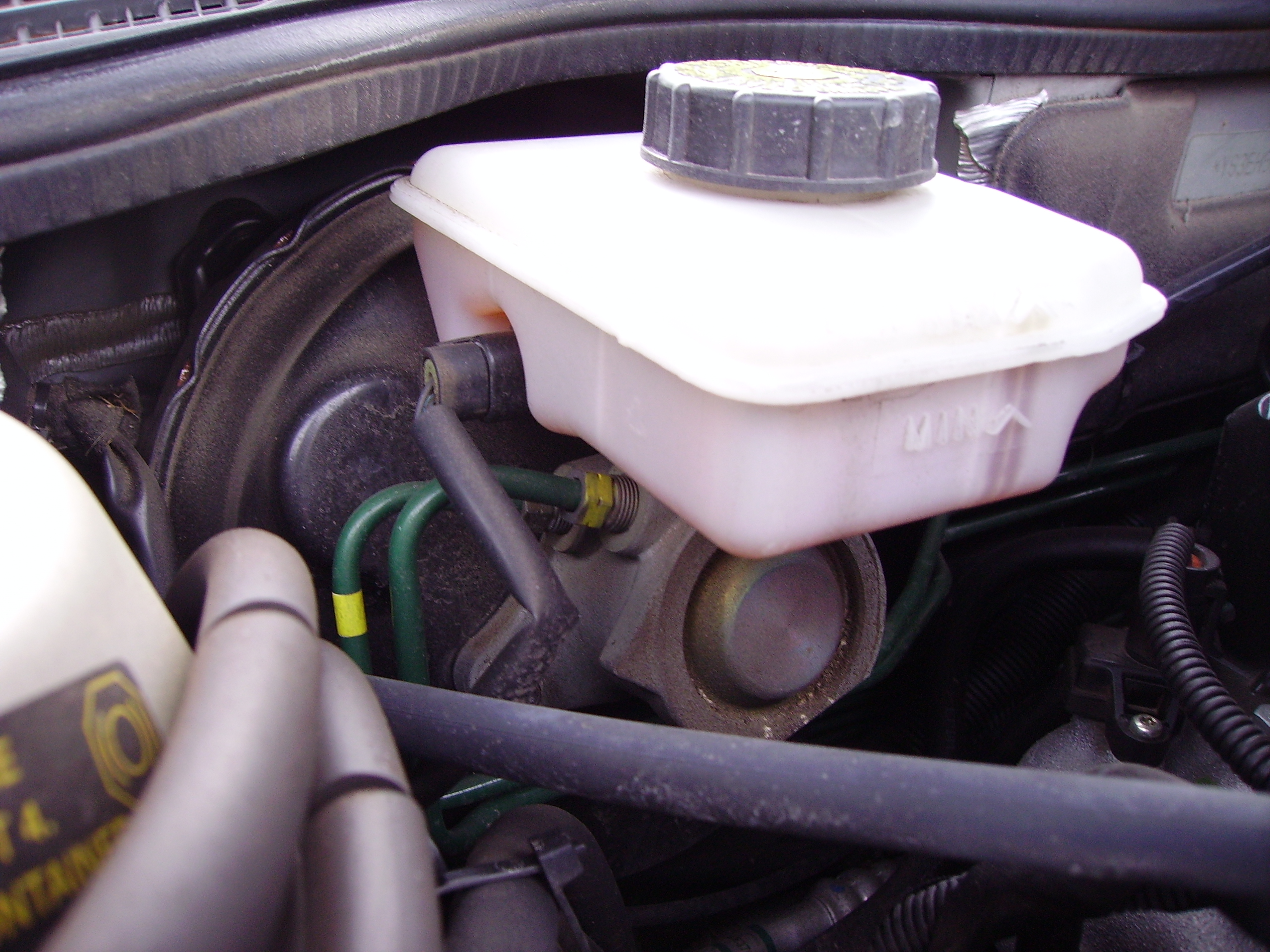
Serbatoio freno automobilistico

Il serbatoio del liquido freno è quel contenitore che permette la raccolta del liquido freno che ancora non viene utilizzato, ma che viene a mano a mano richiamato dalla pompa freno a mano a mano che le pastiglie si consumano e quindi si richiede maggiore liquido nella pinza, per poter azionare velocemente tale sistema frenante.

## Tipo

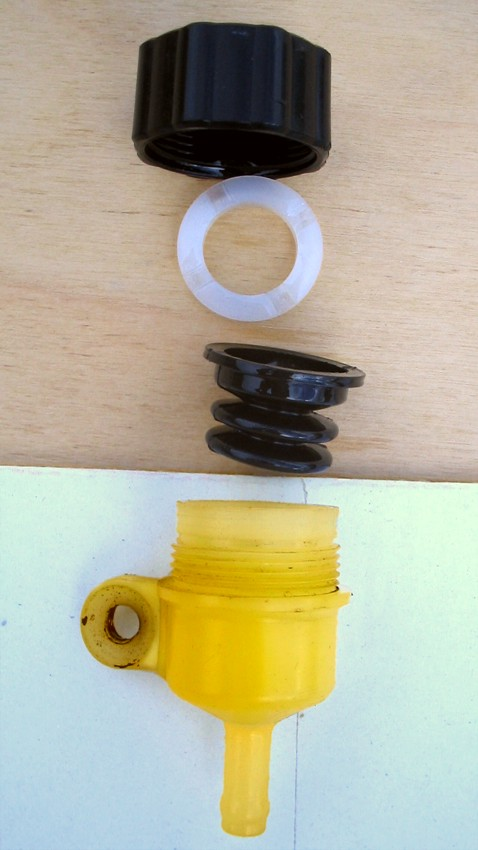
Serbatoio liquido separato e munito di membrana elastica

Questo serbatoio può essere di due tipi:
- Integrato, in questo caso il serbatoio è tutt'uno con la pompa freno ed occupano poco spazio, sono munite di una finestra trasparente per il controllo del liquido, questo tipo di serbatoio viene utilizzato quando la pompa del freno è facilmente accessibile (come nelle motociclette) e dove serve una maggiore resistenza agli urti.
- Isolato o separato, in questo caso il serbatoio è messo in comunicazione con la pompa del freno tramite un tubo, inoltre queste sono trasparenti per permettere una facile consultazione del livello del liquido; questo tipo di sistema viene utilizzato quando non è possibile raggiungere facilmente la pompa freno o dove non è necessario avere un sistema resistente agli urti.

## Controllo e Manutenzione
Il serbatoio del liquido deve essere sottoposto a diversi controlli:
- Livello liquido nel range, il liquido freni deve rimanere tra il limite massimo e minimo durante tutte le fasi della sua vita, in caso di anomalie è necessario controllare l'intero impianto.
- Rinnovo liquido, per ripristinare le caratteristiche del liquido, questo perché il liquido freni è igroscopico (assorbe umidità), il che porta a far arrugginire il circuito frenante e a indebolire la frenata.

## Accorgimenti

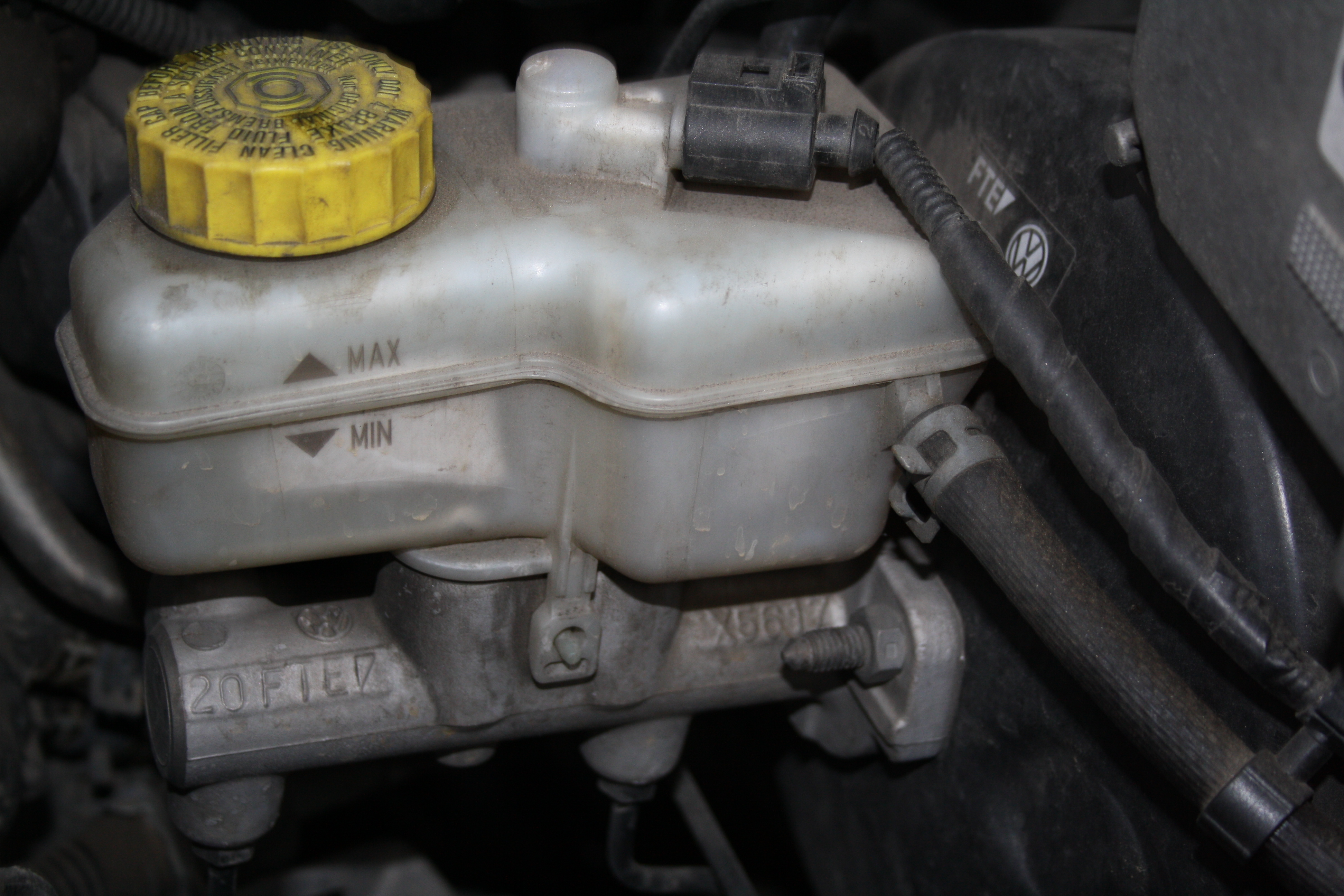
Pompa freno d'automobile

Per migliorare la funzione del serbatoio freni, questi possono essere muniti di:
- Guarnizione elastica si utilizza una particolare guarnizione interposta tra il tappo e il serbatoio contenente il liquido, in modo da permettere un migliore isolamento dall'esterno, inoltre questa membrana quando viene montata va a diretto contatto con il liquido, il quale ne rimane a contatto anche con il normale richiamo nella pinza freno, lasciando aumentare il vuoto o l'aria tra la membrana e il tappo, migliorando la stabilità dinamica del liquido, permettendo sempre il migliore pescaggio dello stesso, senza contrastare con la normale funzionalità dell'impianto
- Anello a L si utilizza un particolare anello di plastica rigido interposto tra il tappo e il serbatoio contenente il liquido o alla membrana elastica, in modo da migliorare l'isolamento con l'esterno e/o la stabilità della membrana elastica.
- Sensore di livello alcuni impianti frenanti sono provvisti di sensori per rilevare un livello critico del fluido freni.